# Aritmetica affine
L'Aritmetica Affine (AA) è un modello auto-validato di analisi numerica.  In AA, le quantità vengono rappresentati come combinazioni affini (forme affini) di alcune variabili primitive che esprimono l'incertezza dell'approssimazione dei dati durante un calcolo.
L'aritmetica affine risulta particolarmente utile nei problemi in cui c'è necessità di garantire errori minimi dovuti ad arrotondamenti nei calcoli numerici a virgola mobile. Esempi tipici sono la risoluzione di sistemi di equazioni non lineari, l'analisi di sistemi dinamici, la risoluzione di equazioni differenziali, ecc.

## Definizioni
In Aritmetica Affine, un dato numerico x (sia esso un dato in ingresso o il risultato di un calcolo) è rappresentato dalla formula
{\displaystyle x=x_{0}+x_{1}\varepsilon _{1}+x_{2}\varepsilon _{2}+{}}{\displaystyle \cdots }{\displaystyle {}+x_{n}\varepsilon _{n}}
dove {\displaystyle x_{0},x_{1},x_{2},}{\displaystyle \dots ,}{\displaystyle x_{n}} sono numeri in virgola mobile e {\displaystyle \varepsilon _{1},\varepsilon _{2},\varepsilon _{n}} sono variabili simboliche a valori nell'intervallo [-1,+1]. 
Ad esempio, una quantità X che si trova nell'intervallo [3,7] può essere rappresentata dalla forma affine {\displaystyle x=5+2\varepsilon _{k}}, per qualche k. 
Viceversa, la forma affine {\displaystyle x=10+2\varepsilon _{3}-5\varepsilon _{8}} rappresenta una quantità X che si trova nell'intervallo [3,17]. 
Il fatto che due forme affini {\displaystyle x} e {\displaystyle y}  hanno in comune un simbolo {\displaystyle \varepsilon _{j}} implica che le corrispondenti quantità X, Y sono parzialmente dipendenti, nel senso che l'intervallo comune (joint range) dei loro intervalli è contenuto nel Prodotto cartesiano dei singoli intervalli.
Per esempio, se: 
{\displaystyle x=10+2\varepsilon _{3}-6\varepsilon _{8}} e
{\displaystyle y=20+3\varepsilon _{4}+4\varepsilon _{8}}, 
gli intervalli individuali di X and Y sono [2,18] and [13,27], ma il loro intervallo comune della coppia (X,Y) è l'esagono di vertici (2,27), (6,27), (18,19), (18,13), (14,13), (2,21) — che è un sottoinsieme proprio del rettangolo [2,18]×[13,27].